# フェルディナント・アレクサンダー・ポルシェ
フェルディナント・アレクサンダー・ポルシェ（Ferdinand Alexander Porsche 、1935年12月11日 - 2012年4月5日）は、ドイツの実業家、カーデザイナー、服飾・インダストリアルデザイナー。しばしばF・A・ポルシェと表記されるほか、ブッツィー・ポルシェ（Butzi Porsche ）の愛称でも知られる。
フェルディナント・ポルシェの孫であり、現ポルシェ創業者フェリー・ポルシェの長男。911のデザイナーとして知られ、ポルシェデザインを創業した。

## 人物
ドイツ・シュトゥットガルトに生まれる。ヴァルドルフ学校でシュタイナー教育を受けた後、ウルムの学校においてインダストリアルデザインの勉強を始めるが、成績不振のため短期間で退学となった。1957年、父親が経営するポルシェのデザイン部門に加わった。
ブッツィがデザインに大きく関わった初代911はデザインが原案から大きな変更を強いられて完成したのに対し、同じく自身のデザインである904（1964年）を「自分の原案に近い」デザインであるとして最も気に入っていたという。906、910もデザインした。
1972年、父親であるフェリーが監査役員会長を務めていたポルシェは同族経営から公開企業への転換を決定し親族は経営の中枢から外れることとされ、それに伴いブッツィも離職し、自身のデザイン会社「ポルシェデザイン」をシュトゥットガルトに設立した。作品は自動車だけに留まらず、コンタックスのカメラ、時計、サングラスなど多岐に渡る。
ブッツィーは、ポルシェ株式の約13%を保有していた。2005年以降、健康状態を理由に現役を退いた。
2012年4月5日、死去。76歳没。

## ポルシェ一族
女系の傍流であるピエヒ家と併せて、ポルシェAGとフォルクスワーゲン・グループを支配する自動車一族である。総資産は4000億ドル以上とされる。
- 第1世代
  - フェルディナント・ポルシェ - 祖父。ポルシェ創業者。フォルクスワーゲン・ビートルを設計。
- 第2世代
  - フェルディナント・アントン・エルンスト・ポルシェ（フェリー） - 父。元ポルシェAG社長。ポルシェ356を設計。
  - ルイーゼ・ピエヒ - 叔母。フェルディナント・ピエヒの母。
- 第3世代
  - フェルディナント・アレクサンダー・ポルシェ（ブッツィー）
  - ヴォルフガング・ポルシェ - 実弟。2007年からポルシェAG監査役会会長。
  - フェルディナント・ピエヒ - 従兄弟。元・フォルクスワーゲンAG会長。

## 文献情報
- 吉森賢「フォルクスワーゲン社とポルシェ社」(横浜経営研究、第35巻、第4号、2015)

- ポルシェ博物館/松田コレクション資料